# Thiobenzofenon
Thiobenzofenon, podle systematického názvosloví difenylmethanthion, je organická sloučenina se vzorcem C6H5C(S)C6H5 patřící mezi thioketony. Na rozdíl od ostatních thioketonů, které podléhají tvorbě dimerů či polymerů, často za vzniku cyklických produktů, je poměrně stabilní, i když u něj dochází k fotooxidaci na benzofenon a síru. Má tmavě modrou barvu a rozpouští se v mnoha organických rozpouštědlech.

## Struktura
Délka vazby C=S v molekule thiobenzofenonu je (v plynném akupenství) 163 pm, tedy podobná jako u thioformaldehydu (164 pm). Vzhledem ke sterickým interakcím nejsou fenylové skupiny v jedné rovině, úhel SC-CC je 36°. Bylo připraveno mnoho dalších thioketonů, které mají podobnou strukturu a stabilitu jako thiobenzofenon.

## Příprava
Jeden z prvních popsaných postupů přípravy thiobenzofenonu spočívá v reakci hydrogensulfidu sodného s difenyldichlormethanem:
(C6H5)2CCl2 + 2 NaSH → (C6H5)2C=S + 2 NaCl + H2S
Další postup využívá sulfidaci benzofenonu:
(C6H5)2C=O + H2S → (C6H5)2C=S + H2O
V této reakci je směs plynného chlorovodíku a sulfanu pouštěna do ochlazovaného ethanolového roztoku benzofenonu:
Thiobenzofenon lze rovněž získat Friedelovou–Craftsovou reakcí thiobenzoylchloridu s benzenem.

## Reaktivita
Vzhledem k nízké energii vazby C=S je benzothiofenon reaktivnější než benzofenon. Podobně jako ostatní thioketony patří mezi silné dipolarofily a dienofily, které rychle reagují s 1,3-dieny v Dielsových–Alderových cykloadicích. Reakcí thiobenzofenonu s většinou dienů vznikají Dielsovy–Alderovy adukty, zatímco reakcí s monoalkeny se tvoří především bicyklické produkty.